# Oxygénase

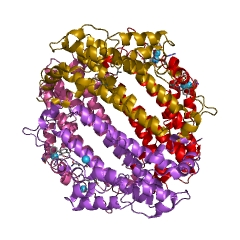
Exemple d'oxygénase : Tryptophan 2,3-dioxygenase

Les oxygénases sont des enzymes qui oxydent un substrat en y transférant un atome d'oxygène issu du dioxygène. Les oxygénases forment une famille d'oxydoréductases, leur numéro EC est EC 1.13 ou EC 1.14.

## Découverte
Les oxygénases sont découvertes en 1955 simultanément par deux groupes,  celui d'Osamu Hayaishi du Japon,,  et celui d'Howard S. Mason des États-Unis,. Osamu Hayaishi reçoit en 1986 le Prix Wolf de médecine « for the discovery of the oxygenase enzymes and elucidation of their structure and biological importance. » (pour la découverte des enzymes oxygénases et la compréhension de leur structure et de leur importance biologique).